# John Spencer (5. hrabia Spencer)
John Poyntz Spencer, 5. hrabia Spencer KG (ur. 27 października 1835 w Spencer House w Londynie, zm. 13 sierpnia 1910 w Althorp w Northamptonshire) – brytyjski arystokrata i polityk, członek Partii Liberalnej, minister w rządach Williama Ewarta Gladstone’a i lorda Rosebery’ego.
Był najstarszym synem Fredericka Spencera, 4. hrabiego Spencer, i Georgiany Poyntz, córki Williama Poyntza. W latach 1848–1854 uczęszczał do Harrow School w Londynie, zaś później do Trinity College na Uniwersytecie Cambridge. Tę ostatnią uczelnię ukończył w 1857 r. z tytułem magistra sztuk.
Swoją karierę polityczną związał z liberałami. Z ich ramienia zasiadał w Izbie Gmin z okręgu South Northamptonshire między kwietniem a grudniem 1857 r. W grudniu zmarł ojciec Johna, który odziedziczył tytuł hrabiego Spencer i zasiadł w Izbie Lordów. Sprawował wiele funkcji państwowych, dwukrotnie pełnił funkcję Lorda Przewodniczącego Rady (w latach 1880–1883 i 1886 r.). Był również pierwszym Lordem Admiralicji (1892–1895). W 1863 r. został doktorem prawa cywilnego Uniwersytetu Oksfordzkiego, zaś rok później doktorem praw na Uniwersytecie Cambridge. 14 stycznia 1865 r. został kawalerem Orderu Podwiązki.
Spencer był również dwukrotnie Lordem Namiestnikiem Irlandii w latach 1868–1874 i 1882–1885. W Irlandii wspierał politykę rządu Gladstone’a, który chciał wprowadzić na wyspie system rządów Home Rule. Zwalczał również przestępczość w Irlandii oraz działania nacjonalistów, co spowodowało, że przez tych ostatnich stał się szczególnie znienawidzony. W 1882 r. jego dwaj sekretarze lord Frederick Cavendish i Thomas Henry Burke zostali zasztyletowani w dublińskim parku Phoenix przez radykalnych nacjonalistów.
W administracji Spencera w Irlandii znalazło się wielu homoseksualistów, co spowodowało, że jeden z deputowanych do Izby Gmin nazwał administrację zamku dublińskiego „Sodomą i Gomorą”.
8 lipca 1858 r. w St James’s w Londynie, poślubił Charlotte Frances Frederickę Seymour (28 września 1835 – 31 października 1903), córkę Fredericka Seymoura i lady Augusty Hervey, córki 1. markiza Bristol. Małżeństwo to nie doczekało się potomstwa.
Lord Spencer był bardzo inteligentnym człowiekiem o nienagannych manierach, a także zapalonym sportowcem. Uważany jest za człowieka, który rozpowszechnił w Wielkiej Brytanii używanie drutu kolczastego. Z powodu swojej gęstej rudej brody był często nazywany „Czerwonym hrabią” (Red Earl). Zmarł na wylew krwi do mózgu. Wszystkie jego tytuły przejął jego brat przyrodni, Charles. Został pochowany 18 sierpnia 1910 r. w Brington w Northamptonshire.